# John Haldon
John Haldon est un historien britannique spécialiste de l'Empire byzantin et en particulier de son histoire administrative et militaire.

## Biographie
Il travaille à l'université d'Athènes puis à l'université de Munich. À partir de 1995, il dirige le centre d'études byzantines, grecques et ottomanes de l'université de Birmingham puis, de 2000 à 2004, le département d'histoire. En 2005, il devient professeur à l'université de Princeton. Entre 2007 et 2013, il fait partie du Dumbarton Oaks Center for Byzantine Studies et est actuellement le directeur de l'Association internationale des études byzantines.
Il a produit un assez grand nombre de travaux sur l'Empire byzantin, se consacrant majoritairement à l'histoire de l'époque méso-byzantine, entre le VIIe siècle et le Xe siècle, ainsi qu'à l'histoire militaire de l'Empire. Il a notamment livré une analyse détaillée de l'Empire byzantin au VIIe siècle dans Byzantium in the Seventh Century: Transformation of a Culture, dans lequel il revient sur les bouleversements qui frappent l'Empire à cette époque et la manière dont il y fait face. L'un de ses principaux ouvrages, Warfare, State and Society in the Byzantine Empire revient sur les rapports entre la société byzantine et le fait militaire. Dans The Byzantine Wars, il produit une histoire chronologique des principaux événements militaires de l'Empire byzantin, tentant d'en retracer les causes et les conséquences. Au-delà, il a produit un grand nombre d'analyse de l'évolution de l'appareil militaire byzantin après le tournant du VIIe siècle, en particulier l'apparition des thèmes, en remettant en cause tant la vision de Georg Ostrogorsky qui attribue leur création à Héraclius qu'aux thèses de Warren Treadgold et ses évaluations des effectifs militaires de l'armée byzantine.
En 2011, avec Leslie Brubaker, il livre une analyse approfondie et renouvelée de l'époque iconoclaste de l'Empire avec Byzantin in the Iconoclast Era: A History. En 2016, il revient sur l'époque de transition fondamentale que connaît l'Empire au VIIe siècle avec The Empire that would not die: The Paradox of Eastern Roman Empire, dans lequel il étudie la manière dont Byzance s'adapte au contexte nouveau de son environnement pour survivre.

## Ouvrages
- (en) Leslie Brubaker et John Haldon, Byzantium in the Iconoclast Era, C.680-850 : A History, Cambridge University Press, 2015, 944 p. (ISBN 978-1-107-62629-4)
- John Haldon, Byzantium : A History, History Press, 2005, 286 p. (ISBN 978-0-7509-5673-4, lire en ligne)
- John Haldon, The Byzantine Wars, History Press, 2008, 235 p. (ISBN 978-0-7524-4565-6)
- John Haldon, Warfare, State And Society In The Byzantine World 565-1204, Routledge, 2002, 400 p. (ISBN 978-1-135-36437-3, lire en ligne)
- (en) John Haldon, The Empire that would not Die : The Paradox of the Eastern Roman Survival, 640-740, Cambridge, Mass., Harvard University Press, 2016, 418 p. (ISBN 978-0-674-08877-1, lire en ligne)
- John Haldon, Byzantium in the Seventh Century : the Transformation of a Culture, Cambridge University Press, 1990